# Bipolar (grup)
|  | Per a altres significats, vegeu «Bipolar». |

Bipolar és un grup de pop-rock amb influències electròniques de quatre músics establert a Sant Feliu de Guíxols.
Van debutar el 2012 amb un primer disc en castellà No es el final. El grup va renéixer el 2016 amb el primer disc en català Fènix «un treball fresc, elèctric i encisador, que aconsegueix un equilibri vertiginós entre sensibilitat i força», amb que haurien revolucionat el panorama pop-rock català segons el Diari de Girona.
La cançó «Junts som invencibles» de l'àlbum Benvinguts (2018) va ser un èxit que el novembre del mateix any, va atènyer la desena posició en la llista de cançons en català més radiades d'Enderrock.
Obres
- No es el final (2012)
- Fènix (2016) (Música Global)
- Benvinguts (2018) (Música Global)